# Italian Series of Poker 2011 Anno zero
Le Italian Series of Poker, denominate "Anno zero", si sono tenute dall'8 al 12 giugno 2011 a Nova Gorica, in Slovenia, presso il casino Perla. Si è trattata della prima edizione dei Campionati Italiani, che ha visto la partecipazione di oltre 500 partecipanti suddivisi in 6 tornei.
Il Main Event ha visto la partecipazione di 190 giocatori e ha laureato come campione italiano Flavio Favilli che ha avuto la meglio su Alessandro Scermino.

## Edizione 1 - Main Event

### Campionati Italiani Anno 0[3]
- Luogo: Casino Perla, Nova Gorica
- Buy-in: € 1,100
- Data: 9-12 giugno, 2011
- Partecipanti: 190
- Montepremi: € 190,000
- Giocatori a premio: 24

| Tavolo finale | Tavolo finale       | Tavolo finale |
| Posizione     | Nome                | Premio        |
| ------------- | ------------------- | ------------- |
| 1             | Flavio Favilli      | € 55,555      |
| 2             | Alessandro Scermino | € 31,100      |
| 3             | Enzo Sciola         | € 20,100      |
| 4             | Gustavo Comi        | € 13,600      |
| 5             | Emanuele Mari       | € 10,600      |
| 6             | Giuseppe Mancini    | € 8,600       |
| 7             | Agostino Pellegrini | € 6,500       |
| 8             | Luca Lucchetti      | € 4,645       |